# CONCACAF Champions’ Cup 2006
Der CONCACAF Champions’ Cup 2006 war die 41. Auflage des jährlichen Klub-Fußball-Wettbewerbs der CONCACAF-Region. Der mexikanische Verein Club América gewann im Finale gegen Deportivo Toluca seinen fünften Titel und qualifizierte sich für die FIFA Klub-Weltmeisterschaft 2006. Toluca als Zweitplatzierter erhielt eine Einladung für die Copa Sudamericana 2006. Das gesamte Turnier wurde zwischen dem 22. Februar und 19. April 2006 im K.-o.-System mit Hin- und Rückspiel ausgetragen. Eine Auswärtstorregel gab es nicht. Bester Torjäger der Endrunde war der Mexikaner Aarón Padilla von Club América.

## Qualifizierte Mannschaften

### Mexiko
- Club América – Meister Clausura 2005
- Deportivo Toluca – Meister Apertura 2005

### Vereinigte Staaten
- Los Angeles Galaxy – Sieger des MLS Cup 2005 und Sieger der Western-Conference-Play-Offs
- New England Revolution – Finalist des MLS Cup 2005 und Sieger der Eastern-Conference-Play-Offs

### Zentralamerika
- LD Alajuelense – Sieger der Copa Interclubes UNCAF 2005
- Club Deportivo Olimpia – Zweiter der Copa Interclubes UNCAF 2005
- Deportivo Saprissa – Dritter der Copa Interclubes UNCAF 2005

### Karibik
- Portmore United – Sieger der CFU Club Championship 2005

## Turnierergebnisse

### Viertelfinale
Die Hinspiele des Viertelfinales fanden am 22. und 23. Februar 2006 statt. Die Rückspiele wurden am 8. März 2006 ausgetragen.
|                        | Gesamt |                    | Hinspiel  | Rückspiel            |
| ---------------------- | ------ | ------------------ | --------- | -------------------- |
| Portmore United        | 3:7    | Club América       | 1:2 (0:0) | 2:5 (1:1)            |
| New England Revolution | 0:1    | LD Alajuelense     | 0:0       | 0:1 (0:0)            |
| Club Deportivo Olimpia | 1:4    | Deportivo Toluca   | 0:2 (0:1) | 1:2 (1:0)            |
| Los Angeles Galaxy     | 2:3    | Deportivo Saprissa | 0:0       | 2:3 n. V. (2:2, 2:0) |

### Halbfinale
Die Hinspiele des Halbfinales fanden am 23. März 2006 statt. Die Rückspiele wurden am 23. März  und am 29. April 2006 ausgetragen.
|                  | Gesamt |                    | Hinspiel  | Rückspiel |
| ---------------- | ------ | ------------------ | --------- | --------- |
| LD Alajuelense   | 1:2    | Club América       | 1:2 (0:0) | 0:0       |
| Deportivo Toluca | 4:3    | Deportivo Saprissa | 2:0 (1:0) | 2:3 (0:0) |

### Finale

#### Hinspiel
| Deportivo Toluca                                | Deportivo Toluca | Club América | Club América |
| ----------------------------------------------- | --- | --- | ------------ |
| Deportivo Toluca                                | \| 12. April 2006 in Toluca (Estadio Nemesio Díez) \| \| Ergebnis: 0:0 \| \| Zuschauer: 20.000 \| \| Schiedsrichter: José Pineda ( Honduras) \| | \| 12. April 2006 in Toluca (Estadio Nemesio Díez) \| \| Ergebnis: 0:0 \| \| Zuschauer: 20.000 \| \| Schiedsrichter: José Pineda ( Honduras) \|                                                                                    | Club América |
| Deportivo Toluca                                | Hernán Cristante – José Manuel Cruzalta, Miguel Almazán, Paulo da Silva, Edgar Dueñas, Manuel de la Torre, Ariel Rosada, Sergio Amaury Ponce, Rodrigo Díaz (60. José Manuel Abundis), Vicente Sánchez, Carlos Esquivel (70. Diego de la Torre) Cheftrainer: Américo Gallego | Armando Navarrete – Óscar Rojas, Duilio Davino, Ricardo Rojas, Ismael Rodríguez, Alvin Mendoza, Christián Giménez (66. Claudio López), Germán Villa, Irenio Soares, Kléber Pereira, Cuauhtémoc Blanco Cheftrainer: Manuel Lapuente | Club América |
| Deportivo Toluca                                | Manuel De La Torre (75.), Diego De La Torre (78.), Edgar Dueñas (90.) | Claudio López (78.), Irenio Soares (87.) | Club América |
| 12. April 2006 in Toluca (Estadio Nemesio Díez) | | |              |
| Ergebnis: 0:0                                   | | |              |
| Zuschauer: 20.000                               | | |              |
| Schiedsrichter: José Pineda ( Honduras)         | | |              |

#### Rückspiel
| Club América                                     | Club América | Deportivo Toluca | Deportivo Toluca |
| ------------------------------------------------ | --- | --- | ---------------- |
| Club América                                     | \| 19. April 2006 in Mexiko-Stadt (Aztekenstadion) \| \| Ergebnis: 2:1 n. V. (0:0, 0:0) \| \| Zuschauer: 35.920 \| \| Schiedsrichter: Brian Hall ( Vereinigte Staaten) \| | \| 19. April 2006 in Mexiko-Stadt (Aztekenstadion) \| \| Ergebnis: 2:1 n. V. (0:0, 0:0) \| \| Zuschauer: 35.920 \| \| Schiedsrichter: Brian Hall ( Vereinigte Staaten) \| | Deportivo Toluca |
| Club América                                     | Armando Navarrete – Ismael Rodríguez (22. Christián Giménez), Óscar Rojas, Duilio Davino, Claudio López, Cuauhtémoc Blanco, Irenio Soares (91. Alejandro Argüello), Ricardo Rojas, Aarón Padilla (46. Kléber Pereira), Germán Villa, Francisco Javier Torres Cheftrainer: Manuel Lapuente | Hernán Cristante – Paulo da Silva, Javier Ariel Rosada, Manuel de la Torre, Rodrigo Ezequiel Díaz (81. Iván Castillejos), Vicente Sánchez (89. José Manuel Abundis), Miguel Almazán, Josúe Castillejos Toledo, Sergio Amaury Ponce, Jose Manuel Cruzalta, Ismael Valadez (59. Carlos Esquivel) Cheftrainer: Américo Gallego | Deportivo Toluca |
| Club América                                     | 1:1 Kléber Pereira (105.) 2:1 Duilio Davino (115.) | 0:1 Paulo da Silva (93.) | Deportivo Toluca |
| Club América                                     | Claudio López (56.), Cuauhtémoc Blanco (70.), Kléber Pereira (108.) | Vicente Sánchez (36.), Rodrigo Ezequiel Díaz (56.), Hernán Cristante (105.), Javier Ariel Rosada (109.) | Deportivo Toluca |
| Club América                                     | Christian Giménez (109.) | Paulo da Silva (109.) | Deportivo Toluca |
| 19. April 2006 in Mexiko-Stadt (Aztekenstadion)  | | |                  |
| Ergebnis: 2:1 n. V. (0:0, 0:0)                   | | |                  |
| Zuschauer: 35.920                                | | |                  |
| Schiedsrichter: Brian Hall ( Vereinigte Staaten) | | |                  |